# Alan Adler
Alan Adler (Río de Janeiro, 23 de mayo de 1964) es un deportista brasileño que compitió en vela en la clase Star. Es hermano del también regatista Daniel Adler.
Ganó dos medallas en el Campeonato Mundial de Star, oro en 1989 y plata en 1994.

## Palmarés internacional
| Campeonato Mundial | Campeonato Mundial         | Campeonato Mundial | Campeonato Mundial |
| Año                | Lugar                      | Medalla            | Clase              |
| ------------------ | -------------------------- | ------------------ | ------------------ |
| 1989               | Porto Cervo (Italia)       | Medalla de oro     | Star               |
| 1994               | San Diego (Estados Unidos) | Medalla de plata   | Star               |